# East of Scotland Championships 2012
Die East of Scotland Championships 2012 im Badminton fanden 17. vom bis zum 18. März 2012 statt.

## Sieger und Platzierte
| Disziplin    | Gold                           | Silber                      | Bronze                          |
| ------------ | ------------------------------ | --------------------------- | ------------------------------- |
| Herreneinzel | Gordon Hoggan                  | Matthew Carder              | Ben Torrance                    |
| Herreneinzel | Gordon Hoggan                  | Matthew Carder              | Andrew Gilliland                |
| Dameneinzel  | Emma Cook                      | Marlene Kay                 | Frances Heslop                  |
| Dameneinzel  | Emma Cook                      | Marlene Kay                 | Fiona Archibald                 |
| Herrendoppel | Patrick MacHugh Keith Turnbull | Peter Hockey Duncan Leith   | Lewis Gallacher Kenny Young     |
| Herrendoppel | Patrick MacHugh Keith Turnbull | Peter Hockey Duncan Leith   | Danny Leinster Alan Martin      |
| Damendoppel  | Caitlin Pringle Victoria Wan   | Emma Cook Rebekka Findlay   | Fiona Archibald Emma Gallacher  |
| Damendoppel  | Caitlin Pringle Victoria Wan   | Emma Cook Rebekka Findlay   | Lynne Dargie Caitlin Gilmour    |
| Mixed        | Peter Hockey Hannah Laing      | Keith Turnbull Victoria Wan | Kenny Young Frances Heslop      |
| Mixed        | Peter Hockey Hannah Laing      | Keith Turnbull Victoria Wan | Patrick MacHugh Caitlin Pringle |